# نو بهار (نائين)
نو بهار هي قرية في مقاطعة نائين، إيران. عدد سكان هذه القرية هو 21 في سنة 2006.